# Baldassare Castiglione

Baldassare Castiglione, Porträt von Raffael, Louvre (Paris)

Baldassare Castiglione (* 6. Dezember 1478 in Casatico bei Mantua; † 8. Februar 1529 in Toledo, Spanien) war ein italienischer Höfling, Diplomat,  Schriftsteller sowie Graf von Novilara.

## Leben
Baldassare Castiglione war der Sohn einer Adelsfamilie und erfuhr eine umfassende Erziehung durch die Humanisten Giorgio Merula und Demetrios Chalkondyles (1424–1511) sowie am Hof Ludovico Sforzas in Mailand. Er stand im Dienst bedeutender Herrscher wie des Markgrafen von Mantua, Francesco Gonzaga, oder des Herzogs von Urbino, Guidobaldo da Montefeltro. Castiglione wurde 1513 als Botschafter des neuen Herzogs von Urbino, Francesco Maria I. della Rovere, an den päpstlichen Hof nach Rom gesandt. Er war mit Raffael befreundet, der ihn in einem berühmten Porträt aus dem Jahr 1516 als feinsinnigen Hofmann darstellte; das Gemälde hängt heute im Louvre. Castiglione erarbeitete gemeinsam mit Raffael ein Memorandum, das die Erhaltung der römischen Antiken zum Gegenstand hatte. Vier Jahre vor seinem Tod ging er als Apostolischer Nuntius nach Spanien, wo er starb.
Castiglione war mit Ippolita Torelli (1501–1520) verheiratet. In dieser 1516 geschlossenen Ehe wurden drei Kinder geboren: ein Sohn, Camillo, und zwei Töchter, Anna und Ippolita. Von der starken Liebe, die Castiglione und Ippolita miteinander verband, zeugt die der Nachwelt erhalten gebliebene Korrespondenz zwischen beiden Ehepartnern.
Castiglione hielt Frauen für vollkommene Geschöpfe, die dieselben geistigen Fähigkeiten wie die Männer besitzen. Dies war in den Zeiten der Renaissance, in denen die Frau als minderwertig, gar als „halbes Kind“ und „tolles Tier“ (Martin Luther) galt, keine allgemeingültige Position. „Sind diese zufälligen Eigenschaften geistiger Art, so erwidere ich, daß alles, was die Männer begreifen können, auch von den Frauen begriffen werden kann und daß, wohin der Verstand des einen dringt, der der anderen auch dringen kann.“ Zudem wurde Castiglione nicht müde zu erwähnen, dass auch Frauen Kriege geführt und „herrliche Siege“ erfochten hätten, dass Frauen „Staaten mit großer Klugheit und Gerechtigkeit regiert und alles das verrichtet haben, was für Sache der Männer gilt …“
Castigliones Il Libro del Cortegiano, „das Buch vom Hofmann“, erstmals 1528 gedruckt und kurz auch Cortegiano genannt, gilt (neben Ludovico Ariostos Orlando Furioso und Niccolò Machiavellis Il Principe) als eines der bedeutendsten Werke der italienischen Literatur der Renaissance.

## Übersetzungen

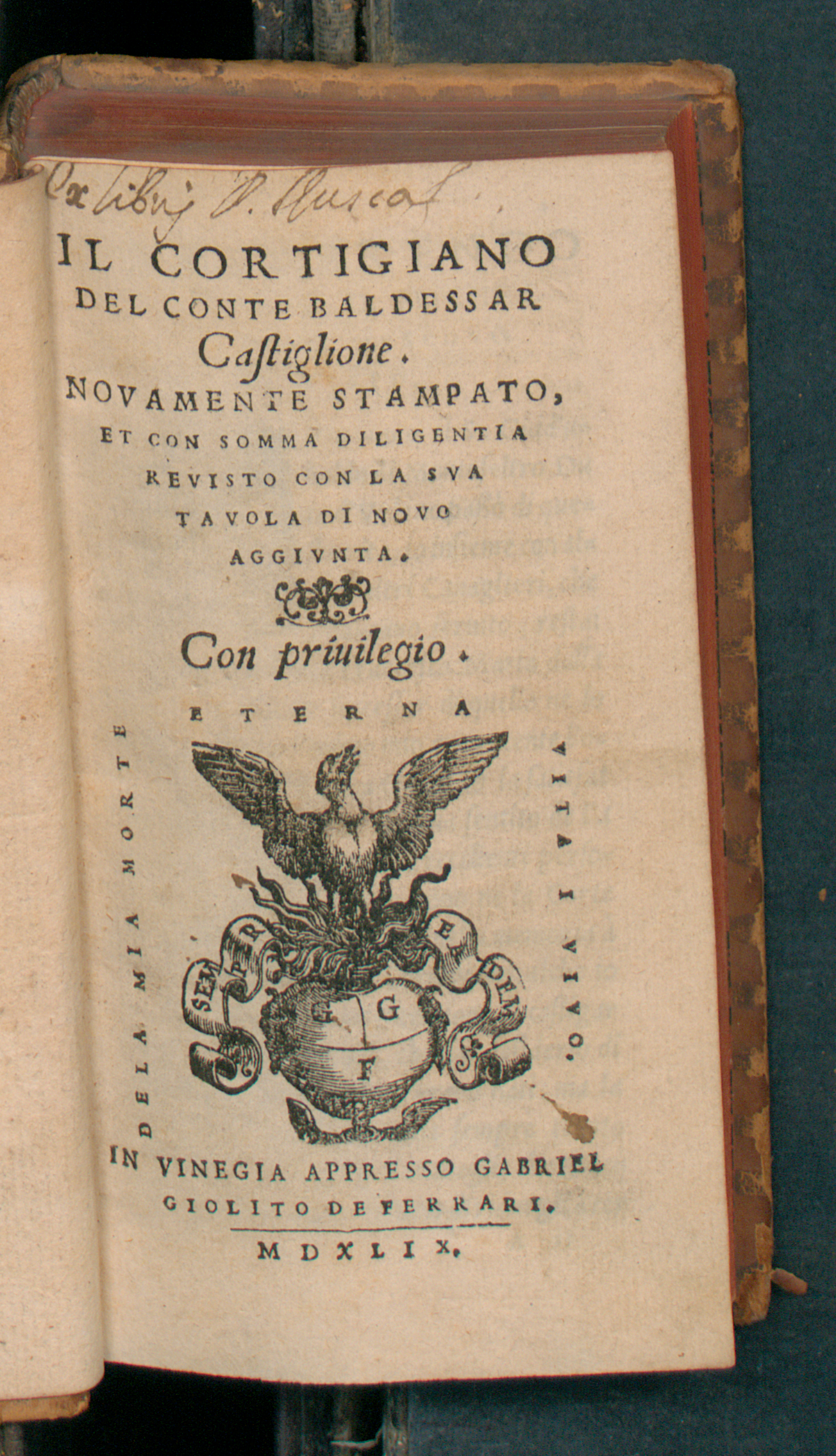
Il Cortigiano, "Del Conte Baldessar Castiglione, novamente stampato et con somma diligentia revisto con la sua tavola di novo aggiunta. Con priuilegio. In Vinegia (Venedig), appresso Gabriel Giolito de Ferrari MDXLIX" (1549)

- Baldesar Castiglione: Das Buch vom Hofmann. Übersetzt, eingeleitet und erläutert von Fritz Baumgart (Sammlung Dieterich 78). Schünemann, Bremen 1960.
- Baldassare Castiglione: Der Hofmann. Lebensart in der Renaissance. Aus dem Italienischen von Albert Wesselski. Georg Müller, München/Leipzig 1907 (2 Bände). – Nachdruck (in Auswahl): Mit einem Vorwort von Andreas Beyer. Wagenbach, Berlin 1999, ISBN 3-8031-2357-7.
- Der Hofmann, deutsche Übersetzung von Il Cortegiano durch Johann Engelbert Noyse 1593; herausgegeben von Federica Masiero, Berlin: Weidler Buchverlag 2023, ISBN 978-3-89693-788-9.